# Romaine Brooks
Pour les articles homonymes, voir Brooks.
Romaine Brooks, née Beatrice Romaine Goddard, à Rome le 1er mai 1874 et morte à Nice le 7 décembre 1970, est une peintre américaine.
Comprenant essentiellement des portraits, avec une palette sombre dominée par les gris, son œuvre est proche des mouvements symbolistes et esthètes de la fin du XIXe siècle, particulièrement des travaux de James Abbott McNeill Whistler.
Artiste déclassée, menant une vie non conventionnelle, anticipant l'esprit de la génération perdue américaine, son œuvre est redécouverte à la fin des années 1960.

## Biographie
Beatrice Romaine Goddard est la fille d'Ella Waterman, fille d'Isaac S. Waterman Jr. (1803-1883), riche négociant originaire de Philadelphie et de Henry Goddard, officier.
Peu après sa naissance à Rome, ses parents, qui ont deux autres enfants, rentrent aux États-Unis et se séparent. Sa mère la délaisse, lui préférant son frère qui souffre de troubles mentaux. Elle maltraite Romaine, l'accuse d'être possédée par le diable, et finit par la confier à une famille pauvre de New York lorsqu'elle a sept ans. Peu après, sa famille nourricière, sans nouvelle de la mère de Romaine, découvre l'existence d'Isaac Waterman, qui, alerté, prend en charge l'éducation de sa petite-fille. Elle est placée dans diverses institutions religieuses et voit très peu sa mère qui ne cesse d'aller et venir entre Philadelphie et l'Europe. Ses premiers dessins sont exécutés alors qu'elle a à peine 16 ans.
En 1893, Romaine Brooks part pour l'Europe. À Paris, elle devient chanteuse dans des cabarets et elle étudie la peinture à Rome. En 1901, à la mort de son frère, elle retourne auprès de sa mère avant que celle-ci ne meure de diabète en 1902. Elle hérite alors de la fortune de son grand-père maternel.
Un an plus tard, Romaine Brooks épouse son ami John Ellington Brooks, un pianiste gay rencontré à Capri. Elle-même lesbienne,, elle lui propose l'accord selon lequel ils ne divorceront pas, afin de respecter les conventions sociales, mais ne vivront jamais ensemble. En échange, Romaine Brooks lui verse une rente mensuelle.
Vers 1904, insatisfaite de son travail, elle se met à développer les nuances de gris, qui restent les tons dominants de ses œuvres ultérieures, peut-être influencées par Antonio de La Gandara, qui réalise son portrait.
Libre de ses attaches matrimoniales, elle entretient des relations amoureuses avec plusieurs artistes, dont la nièce d’Oscar Wilde, Dolly Wilde et la danseuse Ida Rubinstein. Elle se lie aussi avec la baronne Franchetti, la marquise Luisa Casati, la pianiste Renata Borgatti et la princesse de Polignac mais la relation la plus importante de sa vie est celle qu’elle entretient, pendant près de 50 ans, avec la romancière lesbienne Natalie Clifford Barney, rencontrée en 1915.
Elle peint La France croisée en réaction à la première bataille d'Ypres, au début de la Première Guerre mondiale. Le patriotisme qui transpire de ce tableau allégorique et inspire sa mobilisation pour la France et la Croix-Rouge lui valent la Légion d'honneur en 1920.
La carrière de Romaine Brooks, à son apogée en 1925 — ses toiles sont présentées à Londres, à Paris et à New York —, décline à partir des années 1930. Abandonnant la peinture, elle réalise des dessins inspirés par son enfance malheureuse.
Elle meurt le 7 décembre 1970 à Nice, ville où elle repose dans le cimetière anglais du quartier de la Caucade.
Un an après sa mort, la National Collection of Fine Arts (l'actuel National Museum of American Art de l'institut Smithsonian) lui consacre une rétrospective. L'intérêt du public pour l'œuvre de Romaine Brooks revenu, plusieurs autres expositions au cours des années 1980 sont organisées. Le musée Sainte-Croix de Poitiers lui a consacré en 1987 une exposition, qui a fait l'objet d'un catalogue rédigé par Blandine Chavanne et Bruno Gaudichon. Il présente au public quelques-unes de ses œuvres, dont The Weeping Venus, ou La Vénus triste Venus, peint en 1917, inspiré par la danseuse Ida Rubinstein.

## Œuvres
- Blérancourt, musée franco-américain : Jean Cocteau à l'époque de la grande roue, 1912, huile sur toile, 250 × 133 cm, dépôt du musée national d'Art moderne[13].
- Washington, Smithsonian American Art Museum : Peter (A Young English Girl), 1923-1924, huile sur toile, 91,9 × 62,3 cm. Portrait de la peintre Gluck (1895-1978)[14].

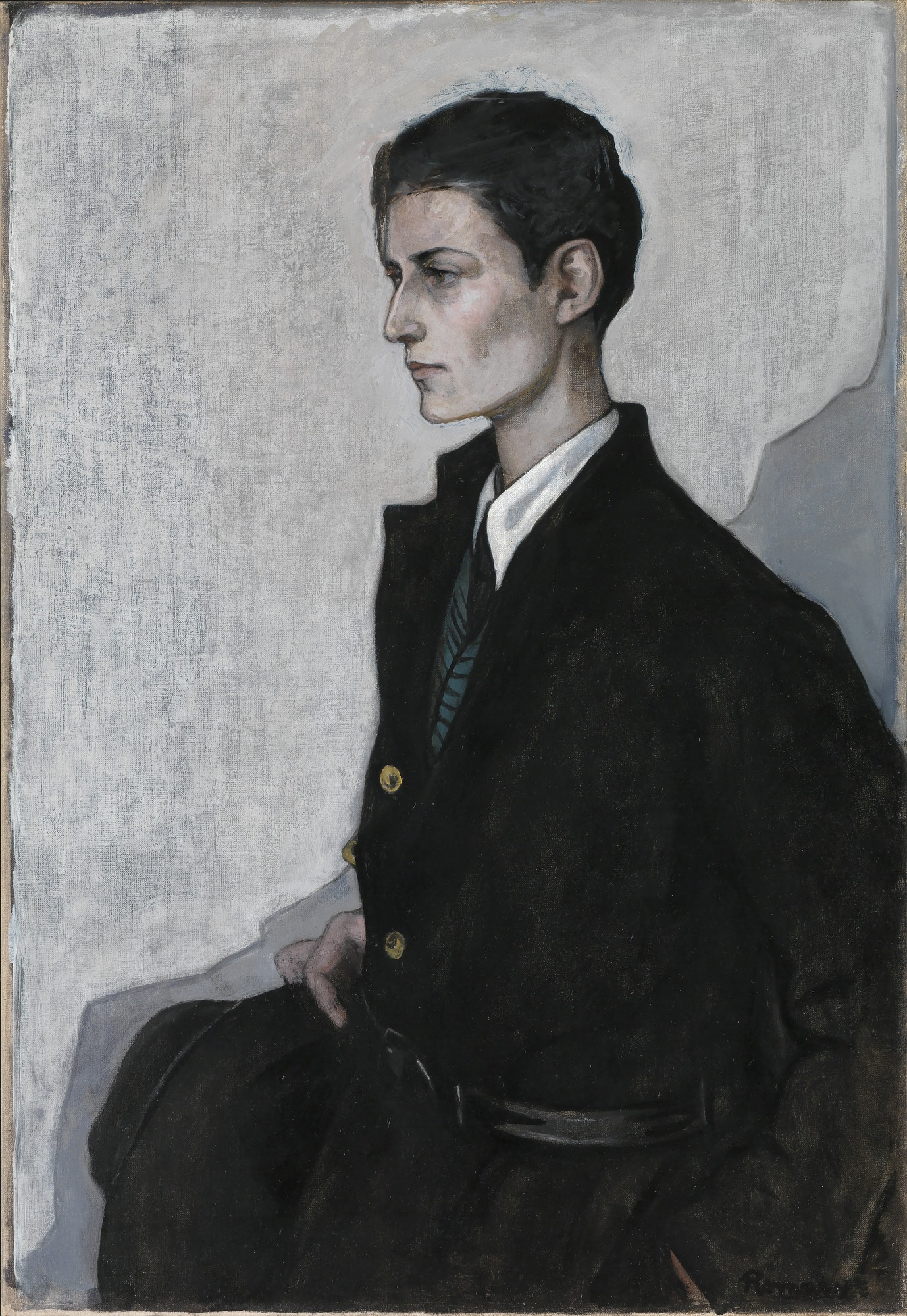
Hannah Gluckstein (1923-1924).